# Vegemite
Vegemite [ˈvɛdʒɪˌmaɪt] ist konzentrierter Hefeextrakt, der (mit Ausnahme von Vitamin B12) viele Vitamine der B-Reihe enthält. Es ist dunkelbraun, mäßig bis gut streichbar und schmeckt salzig, malzig und leicht bitter. 1922 von Cyril Callister entwickelt, wird es in Port Melbourne, Australien, hergestellt: bis 2016 von Mondelez International, seit Januar 2017 vom australischen Milchprodukte-Unternehmen Bega Cheese. In Australien sind vor allem mit Vegemite bestrichene Cracker und Sandwiches sehr beliebt.
Ähnliche Lebensmittel gibt es in Großbritannien und Neuseeland (Marmite), den USA (Vegex), in der Schweiz (Cenovis) und in Deutschland (Vitam-R).
Das genaue Rezept wird geheim gehalten, es beruht aber auf Hefe, die als Rückstand beim Bierbrauen anfällt, dazu Malz, Salz, Gemüseextrakte. Da es viel Vitamin B und andere gesundheitsförderliche Stoffe enthielt, wurde es 1939 von der British Medical Association und anderen Medizinern empfohlen und wurde von der australischen Armee im Zweiten Weltkrieg als Aufstrich ausgegeben.
Ursprünglich war es kein Erfolg, auch der Chefverkäufer der Firma Fred Walker Company, für die es von Callister entwickelt wurde, konnte weder Geruch noch Geschmack ausstehen. Callister entwickelte aber auch den viel erfolgreicheren Schmelzkäse, und die Fred Walker Company gab zu jedem verkauften Schmelzkäse ein Glas Vegemite umsonst dazu. In der Zeit der Großen Depression, in der Lebensmittel nicht verschwendet wurden, verbreitete sich somit der Konsum von Vegemite. Ein Vorteil war, dass es genau wie Schmelzkäse nicht gekühlt werden musste.
|                       | pro 100 g         | pro 5 g (Tagesbedarf) |
| --------------------- | ----------------- | --------------------- |
| Brennwert             | 811 kJ (194 kcal) | 41 kJ (10 kcal)       |
| Proteine              | 25,6 g            | 1,3 g                 |
| Kohlenhydrate         | 19,5 g            | 1 g                   |
| davon Zucker          | 1,7 g             | Spurenanteile         |
| Fett                  | Spurenanteile     | Spurenanteile         |
| davon gesättigt       | Spurenanteile     | Spurenanteile         |
| Niacin/Vitamin B3     | 50 mg             | 2500 µg (25 %)        |
| Thiamin/Vitamin B1    | 11 mg             | 550 µg (50 %)         |
| Riboflavin/Vitamin B2 | 8,6 mg            | 430 µg (25 %)         |
| Folsäure/Vitamin B9   | 2000 µg           | 100 µg (50 %)         |
| Natrium               | 3380 mg           | 169 mg                |

## Bedeutung in Kultur und Sprache

### Kulturelles Symbol Australiens
Vegemite gilt in Australien als Inbegriff typisch australischer Ernährung und wegen seines ungewöhnlichen Geschmacks als „the taste of Australia“. Die offizielle Webseite des Premierministers listet vier australische cultural icons: das Sydney Opera House, den berühmten Fels Uluru (Ayers Rock), den typischen Akubra-Hut und Vegemite. Der hohe Salzgehalt von Vegemite von ca. 8 Prozent führte dazu, dass Befürchtungen laut wurden, die australische Regierung könnte im Rahmen einer Initiative zur gesünderen Ernährung Sondersteuern auf das Produkt erheben oder den Verkauf sogar untersagen. Die ehemalige Premierministerin Julia Gillard erklärte jedoch, sie selbst sei eine begeisterte Vegemite-Esserin und werde auf keinen Fall ihr morgendliches Ritual von Vegemite auf Toast aufgeben. Vegemite sei “part of being Australian, part of our history, part of our future”. Es sei unmöglich, dass Vegemite verboten werde („there is no way in the world that Vegemite would be banned“).
Die australische Rockband Men at Work hat Vegemite in ihrem Klassiker Down Under mit der Zeile He just smiled and gave me a Vegemite sandwich verewigt. Damit wird im Lied die Frage Do you speak my language? eines fiktiven australischen Reisenden in Brüssel wortlos beantwortet. In der Originalversion von John Williamsons erfolgreichem Country-Song True Blue stellt Williamson die Frage, was „True Blue“ (also typisch australisch) sei, unter anderem mit dem Reim: Is it standing by your mate / When he’s in a fight? / Or just Vegemite?
Seit dem Jahr 2001 wird in London regelmäßig das Theaterstück The Vegemite Tales in verschiedenen Theatern aufgeführt. Das Stück erzählt die Geschichten mehrerer junger Australier und eines verrückten Italieners, die in einer Londoner Wohngemeinschaft leben.
Am 21. Januar 2011 erschien das Musikalbum Amanda Palmer Goes Down Under von Amanda Palmer mit den Songs Vegemite (The Black Death) und We're Happy Little Vegemites. 2013 hat der in Aachen wohnende australische Bluesrock-Gitarrist Rob Tognoni auf seinem Album Casino Placebo mit Vegemite einen Titel gewidmet.
Im Album Oddments hat die australische Band King Gizzard & the Lizard Wizard dem Hefeextrakt mit Vegemite ebenfalls einen Titel gewidmet.

### Australier im Ausland
Im Ausland lebende oder reisende Australier sind dafür bekannt, häufig Vorräte von Vegemite anzulegen, da dies außerhalb Australiens schwer erhältlich ist.
Im Zweiten Weltkrieg war Vegemite Bestandteil der Rationen australischer Soldaten. Zivilisten wurden aufgerufen, ihren Verbrauch einzuschränken, wenn dieser nicht „medizinisch notwendig“ sei.
Für Empörung sorgte in Australien die Ankündigung der chinesischen Regierung, den Import von Vegemite und anderen Ernährungsprodukten durch australische Athleten für die Olympischen Spiele 2008 in Peking zu untersagen. Die Ernährungsberaterin des australischen Olympiateams erklärte, die australischen Produkte seien entscheidend wichtig für die Sportler.
Zu einem weiteren Zwischenfall kam es im September 2011, als US-amerikanische Grenzbeamte ein Glas Vegemite beschlagnahmen wollten, welches der australische Außenminister Kevin Rudd in die USA mitbrachte. Erst nachdem dieser das Außenministerium eingeschaltet hatte, wurde ihm die Einfuhr des Glases gestattet.

### Sprache
Basierend auf einer Fernsehwerbung aus den 1950er-Jahren wurde der Begriff a happy little Vegemite in Australien zum Slang-Ausdruck für eine glückliche Person. To drill for Vegemite wird als despektierlicher Ausdruck für Homosexualität und Analverkehr gebraucht.